# أوريتا لوزانو
أوريتا لوزانو (بالإسبانية: Orietta Lozano) (1956، كالي في كولومبيا - )؛ شاعرة وكاتبة وروائية كولومبية معاصرة. توصف أعمالها وقصائدها بالحسية والإثارة.

## عنها
ولدت أوريتا في مدينة كالي في الجنوب الغربي من كولومبيا. شغلت منصب مديرة (مكتبة) «بيبليوتيكا مونيسيبال دل سينتيناريو» في مسقط رأسها. تُرجم شعرها جزئيًا إلى الإنجليزية والفرنسية والبرتغالية، كما جرى اختيارها لتكون من بين مجموعة من الأسماء لتمثيل أمريكا اللاتينية وشعوبها. شاركت في مهرجانات شعرية مختلفة في وطنها كولومبيا ودول أخرى، منها الولايات المتحدة وفرنسا، وكان أبرز حضور لها هناك حين دُعيت إلى «بينالي الشعراء الدولي» الثالث عشر في باريس عام 1995.

## الجوائز
- 1986: «جائزة إدواردو كوت لاموس الوطنية للشعر» (بالإنجليزية: Eduardo Cote Lamus National Poetry Award).
- 1992: «جائزة أوريليو أرتورو الوطنية للشعر» (بالإنجليزية: Aurelio Arturo National Poetry Award).
- 1994: جائزة أفضل قصيدة مثيرة، من «بيت سيلفا للشعر» (بالإنجليزية: Casa de Poesía Silva).